# Partido judicial de Caspe
El Partido Judicial de Caspe, es el partido judicial n.º 4 de la provincia de Zaragoza en la comunidad autónoma de Aragón.
El ámbito territorial, que viene regulado por el Real Decreto 529/1983, de 9 de marzo, comprende los municipios de:
Alborge, Alforque, La Almolda, Bujaraloz, Caspe, Chiprana, Cinco Olivas, Escatrón, Fabara, Fayón, Maella, Mequinenza, Nonaspe, Sástago, Velilla de Ebro y La Zaida.